# Luciano Beretta
Luciano Beretta (Milano, 1º gennaio 1928 – Caprino Veronese, 11 gennaio 1994) è stato un paroliere, cantante, ballerino e scrittore italiano.

## Biografia
Luciano Beretta nacque a Milano il 1º gennaio 1928. Ha lavorato spesso con Adriano Celentano e gli altri interpreti appartenenti al Clan, senza farne parte, anche se qualche volta ha scritto canzoni per artisti esterni.

### Gli inizi
Figlio di un autista, Angelo, e di una sarta, Maria, trascorre l'infanzia nella casa di via Guglielmo Pepe 8, per trasferirsi poi con la famiglia in via Garigliano 3; consegue il diploma di ragioniere nel 1948.
Si sente però portato per l'arte ed inizia quindi a dedicarsi a varie attività: attore in spettacoli teatrali, scenografo, ballerino e cantante, diventando anche primo ballerino del Teatro della Scala di Milano.
Inizia intanto a scrivere canzoni (nel 1956 parteciperà anche al Festival di Sanremo con La colpa fu): una di queste, su musica di Ezio Leoni, si intitola Teddy girl e viene proposta da Leoni a Celentano, che la incide riscuotendo molto successo; da quel momento i due diventano amici, e da quel momento Beretta scriverà molti testi per Celentano, spesso in coppia con Miki Del Prete.
Teddy girl viene ripresa nello stesso anno anche da Giorgio Gaber ed Enzo Jannacci, che la incidono usando lo pseudonimo di I Due Corsari.

### Il Clan
Quando Celentano decide di fondare una propria etichetta discografica, il Clan Celentano, Beretta inizia a collaborare con molti degli artisti legati a quest'ultima.
Profondamente cattolico, è lui l'artefice dei testi più misticheggianti di Celentano (come La coppia più bella del mondo o Il grande sarto).
Il 1966 è forse l'anno più importante della sua carriera: scrive per Celentano Il ragazzo della via Gluck, oltre a quello che è il più grande successo scritto da Beretta al di fuori del Clan, Nessuno mi può giudicare, incisa da Caterina Caselli e da lei presentata al Festival di Sanremo 1966; ha scritto comunque molte canzoni per artisti di altre case discografiche, come Milva, Al Bano, Nicola Di Bari, I Ribelli (Pugni chiusi) ed I Camaleonti (Applausi).

### Altre attività
Luciano Beretta è stato un personaggio eclettico e dai molti interessi; come scrittore ha pubblicato poesie in dialetto milanese, riunite nell'album C'era tutta Milano, e libri di fiabe per bambini, tra cui una Vita di Gesù. Ha inoltre scritto testi per una serie di "fiabe musicali" pubblicate su dischi, come Haensel e Gretel e L'arca di Noè patriarca.
Ha inciso anche alcuni dischi come cantante e nel 1971 ha partecipato a Un disco per l'estate con il brano La Tiziana, inciso per la Joker.
Nel 2004, nel decennale della sua scomparsa, il comune di Milano ha posto una lapide sulla parete dell'edificio di via Garigliano 3, dove lo stesso abitò per molto tempo, con la citazione di alcuni suoi versi; il drappo rosso che la copriva, durante la cerimonia, è stato rimosso dalla compositrice Elide Suligoj, collaboratrice abituale del paroliere.

## Discografia

### Album
- 1972 - Lo zoo si diverte (Clan Celentano, BF LP 509)
- 1974 - C'era tutta Milano (Ariston Records, AR/LP-2147)

### Singoli
- 1961 - Adieu viveur/Can can delle giarrettiere (Primary, CRA 91803)
- 1961 - Yuri Gagarin/La trottola (Primary, CRA 91822)
- 1961 - L'uomo di sale/A domani (Ri-Fi, RF 001)
- 1963 - Tango del tacco/Il signore di mezza età (Togo, TOG 20000)
- 1963 - ½ litro di tango/La giavanese (Togo, TOG 20003)
- 1967 - Vediamoci ad Amalfi/Un bacio ad Amalfi (Jaguar, JG 70064)
- 1969 - Lo struzzo...si pavoneggia/Il serpente...incantatore di fachiri (Clan Celentano, BFX 01 X, serie Le fiabe Clan)
- 1969 - La foca ballerina/L'orsacchiotto Casimiro (Clan Celentano, BFX 05 X, serie Le fiabe Clan)
- 1971 - La Tiziana/Chi siamo (Joker, M 7095)
- 1971 - Ma che tempi/La voglia di fragola (Rare, RAR 77553)
- 1974 - El primm autografo/Chicchiricchì e coccodè (Ariston Records, AR 0658)

## Canzoni scritte da Luciano Beretta
| Anno | Titolo                                   | Autori del testo                                    | Autori della musica                                    | Interpreti                                                                       |
| ---- | ---------------------------------------- | --------------------------------------------------- | ------------------------------------------------------ | -------------------------------------------------------------------------------- |
| 1956 | La colpa fu                              | Luciano Beretta e Gippi                             | Eros Sciorilli                                         | Ugo Molinari                                                                     |
| 1958 | Ero una pecorella nera, nera             | Luciano Beretta                                     | Guido Viezzoli                                         | Nuccia Bongiovanni                                                               |
| 1959 | Un po' di blues                          | Luciano Beretta                                     | Johnny Dorelli                                         | Johnny Dorelli                                                                   |
| 1959 | Baby Lover                               | Luciano Beretta ed Ettore Carrera                   | Wandra Merrell                                         | Fiorella Giacon                                                                  |
| 1959 | Nel ballare                              | Luciano Beretta                                     | Umberto Prous                                          | Gino Corcelli                                                                    |
| 1959 | Calypso messican                         | Luciano Beretta                                     | Arturo Casadei e Adone Grossi                          | Bruno Rosettani                                                                  |
| 1959 | Angela bambina cattiva                   | Luciano Beretta                                     | Aldo Pagani                                            | Angela                                                                           |
| 1959 | Rock della naja                          | Luciano Beretta                                     | Aldo Pagani e Massimo Tenzi                            | Angela                                                                           |
| 1959 | Teddy girl                               | Luciano Beretta                                     | Ezio Leoni                                             | Adriano Celentano e I Due Corsari                                                |
| 1959 | Desidero te                              | Luciano Beretta                                     | Ezio Leoni                                             | Adriano Celentano                                                                |
| 1959 | Me ne faccio un baffo                    | Luciano Beretta                                     | Aldo Pagani e Massimo Tenzi                            | Angela                                                                           |
| 1959 | Good luck!                               | Luciano Beretta                                     | Aldo Pagani e Massimo Tenzi                            | Angela                                                                           |
| 1959 | Pronto pronto                            | Luciano Beretta                                     | Ezio Leoni                                             | Adriano Celentano                                                                |
| 1959 | Bella bimba                              | Luciano Beretta                                     | Arturo Casadei                                         | Bob Azzam                                                                        |
| 1960 | Parisienne                               | Luciano Beretta                                     | Walter Malgoni                                         | Wilma De Angelis                                                                 |
| 1960 | Due sigarette                            | Luciano Beretta e Gaspare Gabriele Abbate           | Giovanni Fusco                                         | Fausto Cigliano                                                                  |
| 1960 | Pitagora                                 | Luciano Beretta                                     | Piero Soffici                                          | Adriano Celentano                                                                |
| 1961 | Non esiste l'amor                        | Luciano Beretta e Piero Vivarelli                   | Ezio Leoni                                             | Adriano Celentano                                                                |
| 1961 | Aulì ulè                                 | Luciano Beretta                                     | Ezio Leoni                                             | Adriano Celentano                                                                |
| 1961 | Lady Peccato                             | Luciano Beretta                                     | Massimo Tenzi                                          | Giorgia                                                                          |
| 1961 | Mare di dicembre                         | Luciano Beretta                                     | Giulio Libano                                          | Claudio Villa, Sergio Renda, Miranda Martino                                     |
| 1962 | Si è spento il sole                      | Luciano Beretta e Miki Del Prete                    | Ezio Leoni e Adriano Celentano                         | Adriano Celentano                                                                |
| 1962 | Ho bigiato la scuola                     | Luciano Beretta                                     | Piero Soffici                                          | Michelino e il suo complesso                                                     |
| 1962 | Devi sapere                              | Luciano Beretta                                     | Charles Aznavour                                       | Gino Paoli                                                                       |
| 1962 | La stella di latta                       | Luciano Beretta                                     | Enzo di Paola, Renzo Rullini                           | Lorenzo Bedogni, Antonio Canino, Marco Civolani, Raymond Debono, Giuseppe Marica |
| 1963 | Il primo whisky                          | Marcello Marchesi e Luciano Beretta                 | Mario Bertolazzi                                       | Gianni Morandi                                                                   |
| 1963 | Che me ne faccio del latino              | Marcello Marchesi e Luciano Beretta                 | Mario Bertolazzi                                       | Gianni Morandi                                                                   |
| 1963 | Che bell'età                             | Marcello Marchesi e Luciano Beretta                 | Mario Bertolazzi                                       | Marcello Marchesi                                                                |
| 1963 | Ah! Se avessi vent'anni di meno          | Marcello Marchesi e Luciano Beretta                 | Mario Bertolazzi                                       | Marcello Marchesi                                                                |
| 1963 | Bella tardona                            | Marcello Marchesi e Luciano Beretta                 | Mario Bertolazzi                                       | Marcello Marchesi                                                                |
| 1963 | Sono vivo                                | Marcello Marchesi e Luciano Beretta                 | Mario Bertolazzi                                       | Marcello Marchesi                                                                |
| 1963 | I tre corsari                            | Luciano Beretta                                     | Corrado Comolli                                        | Giuseppe Giroletti, Giuseppe Vivolo e Mauro Zerbini                              |
| 1964 | Chi sarà la ragazza del Clan?            | Luciano Beretta e Pino Cassia                       | Brian Poole                                            | I Ribelli                                                                        |
| 1964 | Odio questi trenta giorni                | Luciano Beretta                                     | Arturo Casadei                                         | An'neris                                                                         |
| 1964 | Il problema più importante               | Luciano Beretta e Miki Del Prete                    | Rudy Clark                                             | Adriano Celentano                                                                |
| 1965 | La festa                                 | Luciano Beretta e Miki Del Prete                    | Natale Massara                                         | Adriano Celentano                                                                |
| 1965 | Carichiamoci di giovinezza...            | Luciano Beretta e Franco Califano                   | Ettore Lombardi D'Aquino e Mario Coppola               | Ariston Singers                                                                  |
| 1965 | Sono qui con voi (Baby please don't go)  | Luciano Beretta                                     | Joe Williams                                           | Caterina Caselli                                                                 |
| 1966 | Il ragazzo della via Gluck               | Luciano Beretta e Miki Del Prete                    | Adriano Celentano                                      | Adriano Celentano                                                                |
| 1966 | Il mare non racconta mai                 | Luciano Beretta e Miki Del Prete                    | Del Shannon                                            | Camaleonti                                                                       |
| 1966 | I capelloni (over and over)              | Luciano Beretta e Miki Del Prete                    | Robert James Byrd                                      | Camaleonti                                                                       |
| 1966 | Mondo in mi 7º                           | Luciano Beretta, Mogol e Miki Del Prete             | Adriano Celentano                                      | Adriano Celentano                                                                |
| 1966 | Una festa sui prati                      | Luciano Beretta, Mogol e Miki Del Prete             | Adriano Celentano                                      | Adriano Celentano                                                                |
| 1966 | Ma con chi                               | Luciano Beretta e Miki Del Prete                    | Adriano Celentano                                      | Solidea                                                                          |
| 1966 | Nessuno mi può giudicare                 | Luciano Beretta e Miki Del Prete                    | Daniele Pace e Mario Panzeri                           | Caterina Caselli                                                                 |
| 1966 | Male di luna                             | Luciano Beretta e Paolo Limiti                      | Sergio Censi                                           | Barbara Lory                                                                     |
| 1966 | Shake in the morning                     | Luciano Beretta                                     | Bruno De Filippi                                       | Patrizia                                                                         |
| 1966 | Tutto nero                               | Luciano Beretta                                     | Mick Jagger e Keith Richards                           | Caterina Caselli                                                                 |
| 1966 | Cantastorie                              | Luciano Beretta                                     | Monegasco                                              | Caterina Caselli                                                                 |
| 1967 | Maria...ti prego                         | Luciano Beretta                                     | Happy Ruggiero e Domenico Ravizza                      | Tony Pagliano                                                                    |
| 1967 | È ritornato "l'uomo del banjo"           | Luciano Beretta e Miki Del Prete                    | Jerry Herman                                           | Ico Cerutti                                                                      |
| 1967 | Niente                                   | Luciano Beretta e Miki Del Prete                    | Ico Cerutti                                            | Ico Cerutti                                                                      |
| 1967 | Vita                                     | Luciano Beretta                                     | Umberto Balsamo                                        | Iva Zanicchi                                                                     |
| 1967 | Monete d'oro                             | Luciano Beretta                                     | Michele Francesio                                      | Iva Zanicchi                                                                     |
| 1967 | Guardati alle spalle                     | Luciano Beretta                                     | Daniele Pace                                           | Nicola Di Bari e Gene Pitney                                                     |
| 1967 | Pensieri P 33                            | Luciano Beretta e Maria Rosa Conz                   | Albano Carrisi e Pino Massara                          | Albano Carrisi                                                                   |
| 1967 | Più forte che puoi                       | Luciano Beretta e Miki Del Prete                    | Ico Cerutti                                            | Claudia Mori                                                                     |
| 1967 | Tre passi avanti                         | Luciano Beretta e Miki Del Prete                    | Adriano Celentano                                      | Adriano Celentano                                                                |
| 1967 | Gli occhiali da sole                     | Luciano Beretta                                     | Flavio Carraresi                                       | Jonathan e Michelle                                                              |
| 1967 | Torno sui miei passi                     | Luciano Beretta e Miki Del Prete                    | Mariano Detto                                          | Adriano Celentano                                                                |
| 1967 | Fammi vedere                             | Luciano Beretta e Flavio Carraresi                  | Phil Ochs                                              | Jonathan e Michelle                                                              |
| 1967 | Eravamo in 100.000                       | Luciano Beretta e Miki Del Prete                    | Adriano Celentano                                      | Adriano Celentano                                                                |
| 1967 | L'uomo e la donna                        | Luciano Beretta                                     | Sholom Secunda                                         | Jonathan e Michelle                                                              |
| 1967 | Innamorati unitevi                       | Luciano Beretta                                     | Roger Cook e Roger Greenaway                           | Gems                                                                             |
| 1967 | La coppia più bella del mondo            | Luciano Beretta e Miki Del Prete                    | Paolo Conte e Michele Virano                           | Adriano Celentano e Claudia Mori                                                 |
| 1967 | Le vitamine                              | Luciano Beretta e Miki Del Prete                    | Adriano Celentano e Detto Mariano                      | Teo Teocoli                                                                      |
| 1967 | 30 donne del west                        | Luciano Beretta e Miki Del Prete                    | Adriano Celentano                                      | Adriano Celentano e Claudia Mori                                                 |
| 1968 | Una carezza in un pugno                  | Luciano Beretta e Miki Del Prete                    | Gino Santercole e Nando de Luca                        | Adriano Celentano                                                                |
| 1968 | Un bimbo sul leone                       | Luciano Beretta e Miki Del Prete                    | Gino Santercole e Nando de Luca                        | Adriano Celentano                                                                |
| 1968 | Diverso dagli altri                      | Luciano Beretta                                     | C. Taylor e B. Vera                                    | Iva Zanicchi                                                                     |
| 1968 | La lotta dell'amore                      | Luciano Beretta e Miki Del Prete                    | Gino Santercole                                        | Adriano Celentano                                                                |
| 1968 | L'attore                                 | Luciano Beretta e Miki Del Prete                    | Adriano Celentano e Lorenzo Pilat                      | Adriano Celentano                                                                |
| 1968 | Non ci fate caso                         | Luciano Beretta e Miki Del Prete                    | C. Calhooum e Nomen                                    | Adriano Celentano                                                                |
| 1968 | La tana del re                           | Luciano Beretta e Miki Del Prete                    | Gino Santercole e Nando de Luca                        | Adriano Celentano                                                                |
| 1968 | Vorrei sapere                            | Luciano Beretta                                     | Roberto Negri                                          | Fabio                                                                            |
| 1968 | Viva la notte                            | Luciano Beretta e Walmusi                           | Roberto Negri, Giuseppe Verdecchia e Raffaele Pintucci | Fabio                                                                            |
| 1968 | Tutto da mia madre                       | Luciano Beretta e Miki Del Prete                    | Scott                                                  | Adriano Celentano                                                                |
| 1968 | Napoleone, il cowboy e lo zar            | Luciano Beretta e Miki Del Prete                    | Dickie Thompson e Rusty Keefer                         | Adriano Celentano                                                                |
| 1968 | Il grande Sarto                          | Luciano Beretta e Miki Del Prete                    | Gino Santercole e Nando de Luca                        | Adriano Celentano                                                                |
| 1968 | L'ora del boogie                         | Luciano Beretta e Miki Del Prete                    | Bill Haley, Johnny Grande e Billy Williamson           | Adriano Celentano                                                                |
| 1968 | Il filo di Arianna                       | Luciano Beretta e Miki Del Prete                    | Gino Santercole e Nando de Luca                        | Adriano Celentano                                                                |
| 1968 | Miseria nera                             | Luciano Beretta e Miki Del Prete                    | Gino Santercole e Nando de Luca                        | Adriano Celentano                                                                |
| 1969 | Lirica d'inverno                         | Luciano Beretta e Miki Del Prete                    | Adriano Celentano e Nando de Luca                      | Adriano Celentano                                                                |
| 1969 | La storia di Serafino                    | Luciano Beretta e Miki Del Prete                    | Adriano Celentano e Carlo Rustichelli                  | Adriano Celentano                                                                |
| 1969 | La pelle                                 | Luciano Beretta e Miki Del Prete                    | Gino Santercole e Nando de Luca                        | Adriano Celentano                                                                |
| 1969 | Storia d'amore                           | Luciano Beretta e Miki Del Prete                    | Adriano Celentano e Nando de Luca                      | Adriano Celentano                                                                |
| 1969 | L'uomo nasce nudo                        | Luciano Beretta e Miki Del Prete                    | Roberto Negri e Giuseppe Verdecchia                    | Adriano Celentano                                                                |
| 1969 | Straordinariamente                       | Luciano Beretta                                     | Gino Santercole e Nando de Luca                        | Adriano Celentano                                                                |
| 1969 | Mani pulite                              | Luciano Beretta e Nino Cataldi                      | Roberto Negri                                          | Fabio                                                                            |
| 1969 | La rivale                                | Luciano Beretta e Miki Del Prete                    | Roberto Negri e Lorenzo Pilat                          | Katty Line                                                                       |
| 1969 | Tu vinci sempre                          | Luciano Beretta e Cristiano Minellono               | Ray Manzarek, John Densmore e Robby Krieger            | Katty Line                                                                       |
| 1969 | Balla balla ballerina                    | Luciano Beretta e Maria Rosa Conz                   | Armando Savini e Pino Massara                          | Armando Savini                                                                   |
| 1969 | Sola in capo la mondo (End of the world) | Luciano Beretta                                     | Vangelis Papathanassiou                                | Patty Pravo                                                                      |
| 1969 | Un'ora fa                                | Luciano Beretta e Ermanno Parazzini                 | Gian Franco Intra                                      | Patty Pravo e Fausto Leali                                                       |
| 1969 | Vent'anni                                | Luciano Beretta e Miki Del Prete                    | Roberto Negri e Giuseppe Verdecchia                    | Katty Line                                                                       |
| 1969 | Finito                                   | Luciano Beretta e Miki Del Prete                    | Roberto Negri e Giuseppe Verdecchia                    | Katty Line                                                                       |
| 1970 | L'esistenza                              | Luciano Beretta                                     | Ivo Callegari                                          | Caterina Caselli                                                                 |
| 1970 | Quel poco che ho                         | Luciano Beretta                                     | Albano Carrisi e Detto Mariano                         | Albano Carrisi                                                                   |
| 1970 | Il forestiero                            | Luciano Beretta e Miki Del Prete                    | Gino Santercole e Nando de Luca                        | Adriano Celentano                                                                |
| 1970 | Chi non lavora non fa l'amore            | Luciano Beretta e Miki Del Prete                    | Adriano Celentano                                      | Adriano Celentano                                                                |
| 1970 | Natale '70                               | Luciano Beretta e Miki Del Prete                    | Giuseppe Verdecchia                                    | Adriano Celentano                                                                |
| 1970 | Buttala a mare                           | Luciano Beretta                                     | Giorgio Logiri e Armando Savini                        | Armando Savini                                                                   |
| 1970 | Brutta                                   | Luciano Beretta e Miki Del Prete                    | Gino Santercole e Nando De Luca                        | Adriano Celentano                                                                |
| 1971 | Voglio regalarti questo disco            | Luciano Beretta e Miki Del Prete                    | Nando de Luca                                          | Mau Cristiani                                                                    |
| 1971 | Sotto le lenzuola                        | Luciano Beretta e Miki Del Prete                    | Adriano Celentano                                      | Adriano Celentano                                                                |
| 1970 | Cuore,cosa fai? (Anonimo veneziano)      | Luciano Beretta                                     | Stelvio Cipriani                                       | Fred Bongusto,Ornella Vanoni                                                     |
| 1971 | Er più                                   | Luciano Beretta e Miki Del Prete                    | Carlo Rustichelli                                      | Adriano Celentano                                                                |
| 1971 | La Tiziana                               | Luciano Beretta                                     | Elide Suligoj                                          | Luciano Beretta                                                                  |
| 1971 | Chi siamo                                | Luciano Beretta                                     | Elide Suligoj                                          | Luciano Beretta                                                                  |
| 1971 | Le farfalle nella notte                  | Luciano Beretta e Rossella Conz                     | Pino Massara                                           | Mina                                                                             |
| 1972 | Quel signore del piano di sopra          | Luciano Beretta, Miki Del Prete e Adriano Celentano | Adriano Celentano                                      | Adriano Celentano                                                                |
| 1972 | Tutto                                    | Luciano Beretta                                     | Elide Suligoj                                          | Giovanna                                                                         |
| 1974 | Monica delle bambole                     | Luciano Beretta                                     | Elide Suligoj                                          | Milva                                                                            |
| 1975 | Omar                                     | Luciano Beretta                                     | Mario Battaini                                         | Orietta Berti                                                                    |
| 1981 | Bambino Pinocchio                        | Luciano Beretta                                     | Augusto Martelli                                       | Cristina D'Avena                                                                 |
| 1982 | Tutti abbiamo un cuore                   | Luciano Beretta, Albano Bertoni                     | Gianni D'Aquila                                        | Cristina D'Avena                                                                 |
| 1983 | Bim Bum Bam                              | Luciano Beretta                                     | Augusto Martelli                                       | Piccolo coro dell'Antoniano                                                      |
| 1983 | Lucy                                     | Luciano Beretta                                     | Augusto Martelli                                       | Cristina D'Avena                                                                 |
| 1983 | Atmosfera                                | Luciano Beretta                                     | Adriano Celentano                                      | Adriano Celentano                                                                |
| 1983 | Splende la notte                         | Luciano Beretta                                     | Adriano Celentano                                      | Adriano Celentano                                                                |
| 1983 | Prima pagina                             | Luciano Beretta                                     | Gino Santercole                                        | Adriano Celentano                                                                |
| 1983 | Dipenderà da te                          | Luciano Beretta                                     | Gino Santercole                                        | Adriano Celentano                                                                |
| 1983 | Sound di verità                          | Luciano Beretta                                     | Adriano Celentano                                      | Adriano Celentano                                                                |
| 1984 | Bam-bù                                   |                                                     |                                                        | Piccolo Coro dell'Antoniano                                                      |
| 1984 | Paolo e Uan - Bim Bum Bam                | Luciano Beretta                                     | Augusto Martelli                                       | Paolo e Uan                                                                      |
| 1985 | Rascal - Il mio amico orsetto            | Luciano Beretta                                     | Augusto Martelli                                       | Cristina D'Avena                                                                 |
| 1993 | I love you 63                            | Luciano Beretta                                     | Borchia Chiuppani                                      | Marco Attard                                                                     |
| 1993 | il resto è di più                        | Luciano Beretta, Dante Peretti                      | Borchia Chiuppani                                      | Marco Attard                                                                     |